# Shannon Bahrke
Shannon Deanne Bahrke (ur. 7 listopada 1980 w Reno) – amerykańska narciarka dowolna, 2-krotna medalistka Zimowych Igrzysk Olimpijskich w jeździe po muldach – srebrna z Salt Lake City (2002) i brązowa z Vancouver (2010). Startowała również podczas Igrzysk Olimpijskich 2006 w Turynie, gdzie zajęła 10. miejsce w jeździe po muldach. Ma na koncie także dwa medale mistrzostw świata: srebro w jeździe po muldach z Madonna di Campiglio (2007) oraz brąz w podwójnych muldach (dual moguls), zdobyty w amerykańskim Deer Valley w marcu 2003. Najlepsze wyniki w Pucharze Świata osiągnęła w sezonie 2006/2007, kiedy to zajęła 4. miejsce w klasyfikacji generalnej, a w klasyfikacjach jazdy po muldach oraz jazdy po muldach podwójnych była druga. W sezonie 2002/2003 wywalczyła małą kryształową kulę w klasyfikacji jazdy po muldach.

## Osiągnięcia

### Igrzyska olimpijskie
| Miejsce | Dzień      | Rok  | Miejscowość    | Konkurencja      | Zwycięzca      |
| ------- | ---------- | ---- | -------------- | ---------------- | -------------- |
| 2.      | 9 lutego   | 2002 | Salt Lake City | Jazda po muldach | Kari Traa      |
| 10.     | 11 lutego  | 2006 | Turyn          | Jazda po muldach | Jennifer Heil  |
| 3.      | 131 lutego | 2010 | Vancouver      | Jazda po muldach | Hannah Kearney |

### Mistrzostwa świata
| Miejsce | Dzień       | Rok  | Miejscowość          | Konkurencja      | Zwycięzca       |
| ------- | ----------- | ---- | -------------------- | ---------------- | --------------- |
| 5.      | 14 marca    | 1999 | Meiringen            | Muldy podwójne   | Sandra Schmitt  |
| 8.      | 19 stycznia | 2001 | Whistler             | Jazda po muldach | Kari Traa       |
| 9.      | 21 stycznia | 2001 | Whistler             | Muldy podwójne   | Kari Traa       |
| 4.      | 31 stycznia | 2003 | Deer Valley          | Jazda po muldach | Kari Traa       |
| 3.      | 1 lutego    | 2003 | Deer Valley          | Muldy podwójne   | Kari Traa       |
| 4.      | 9 marca     | 2007 | Madonna di Campiglio | Jazda po muldach | Kristi Richards |
| 2.      | 10 marca    | 2007 | Madonna di Campiglio | Muldy podwójne   | Jennifer Heil   |
| 6.      | 7 marca     | 2009 | Inawashiro           | Jazda po muldach | Aiko Uemura     |
| 11.     | 8 marca     | 2009 | Inawashiro           | Muldy podwójne   | Aiko Uemura     |

### Puchar Świata

#### Miejsca w klasyfikacji generalnej
- sezon 1998/1999: 37.
- sezon 1999/2000: 10.
- sezon 2000/2001: 20.
- sezon 2001/2002: 4.
- sezon 2002/2003: 4.
- sezon 2003/2004: 20.
- sezon 2004/2005: 101.
- sezon 2005/2006: 26.
- sezon 2006/2007: 4.
- sezon 2008/2009: 26.
- sezon 2009/2010: 10.

#### Miejsca na podium
1. Madarao – 21 lutego 1999 (Jazda po muldach) – 2. miejsce
2. Madarao – 30 stycznia 2000 (Jazda po muldach) – 2. miejsce
3. Inawashiro – 3 lutego 2001 (Jazda po muldach) – 3. miejsce
4. Oberstdorf – 6 stycznia 2002 (Jazda po muldach) – 1. miejsce
5. Saint Lary – 12 stycznia 2002 (Jazda po muldach) – 3. miejsce
6. Oberstdorf – 6 stycznia 2002 (Jazda po muldach) – 1. miejsce
7. Oberstdorf – 6 stycznia 2002 (Jazda po muldach) – 1. miejsce
8. Tignes – 1 grudnia 2002 (Jazda po muldach) – 2. miejsce
9. Sauze d’Oulx – 7 grudnia 2002 (Jazda po muldach) – 2. miejsce
10. Madonna di Campiglio – 14 grudnia 2002 (Jazda po muldach) – 1. miejsce
11. Ruka – 19 grudnia 2002 (Jazda po muldach) – 3. miejsce
12. Mont Tremblant – 11 stycznia 2003 (Jazda po muldach) – 1. miejsce
13. Steamboat Springs – 8 lutego 2003 (Jazda po muldach) – 2. miejsce
14. Madarao – 23 lutego 2003 (Jazda po muldach) – 2. miejsce
15. Voss – 1 marca 2003 (Jazda po muldach) – 1. miejsce
16. Madonna di Campiglio – 19 grudnia 2003 (Jazda po muldach) – 2. miejsce
17. Madonna di Campiglio – 20 grudnia 2003 (Jazda po muldach) – 2. miejsce
18. Mont Tremblant – 10 stycznia 2004 (Jazda po muldach) – 3. miejsce
19. Lake Placid – 17 stycznia 2004 (Jazda po muldach) – 2. miejsce
20. Apex – 24 lutego 2004 (Jazda po muldach) – 2. miejsce
21. Mont Gabriel – 6 stycznia 2007 (Jazda po muldach) – 1. miejsce
22. Deer Valley – 11 stycznia 2007 (Jazda po muldach) – 1. miejsce
23. Deer Valley – 14 stycznia 2010 (Jazda po muldach) – 3. miejsce
24. Lake Placid – 21 stycznia 2010 (Jazda po muldach) – 2. miejsce
25. Inawashiro – 7 marca 2010 (Jazda po muldach) – 3. miejsce
26. Åre – 12 marca 2010 (Jazda po muldach) – 3. miejsce
27. Åre – 13 marca 2010 (Jazda po muldach) – 2. miejsce

- W sumie 7 zwycięstw, 13 drugich i 7 trzecich miejsc.